# صریم (روستا)
 صریم  (در عربی:  اَلصَریم )
نام روستایی است در دهستان القفاعة از توابع استان تَعِز در کشور یمن در شبه جزیره عربستان.

## جمعیت
جمعیت آن (۵۰ ) نفر (۴ خانوار) می‌باشد.